# Jarvis Cocker
Jarvis Branson Cocker, född 19 september 1963 i Sheffield, är en brittisk sångare, musiker och låtskrivare. Han är mest känd som frontman i bandet Pulp, men har även gett ut soloalbumen Jarvis (2006) och Further Complications (2009). Han figuerade som sångare i den fjärde Harry Potter-filmen Harry Potter och den flammande bägaren, för vilken han skrev och framförde tre låtar.

## Diskografi
Studioalbum
- 2006 – Jarvis
- 2009 – Further Complications
- 2017 – Room 29 (med Chilly Gonzales)

EP
- 2016 – Likely Stories

Singlar
- 2006 – "Running the World"
- 2007 – "Don't Let Him Waste Your Time"
- 2007 – "Fat Children"
- 2008 – "Temptation" (med Beth Ditto)
- 2009 – "Angela"
- 2009 – "Further Complications" / "Girls Like It Too"